# Associazione Calcio Napoli 1933-1934
Questa voce raccoglie le informazioni riguardanti l'Associazione Calcio Napoli nelle competizioni ufficiali della stagione 1933-1934.

## Stagione
La stagione 1933-1934 del Napoli è la 5ª stagione in Serie A e la 8ª complessiva in massima serie.
Il Napoli si rinforzò con gli acquisti dell'attaccante Rossetti (vincitore di uno scudetto con la maglia del Torino) e del centrocampista Rivolta.
La squadra azzurra arrivò nuovamente terza, qualificandosi per la prima volta nella sua storia alla Coppa Europa, la massima competizione europea dell'epoca.

## Divise
| Prima divisa | Divisa portiere |

## Organigramma societario
Area direttiva
- Presidente: Vincenzo Savarese

Area tecnica
- Allenatore: William Garbutt

## Rosa
| N. |                    | Ruolo | Calciatore         |
| -- | ------------------ | ----- | ------------------ |
|    | Italia (bandiera)  | P     | Vittorio Alfieri   |
|    | Italia (bandiera)  | P     | Antonio Marietti   |
|    | Italia (bandiera)  | P     | Giuseppe Cavanna   |
|    | Italia (bandiera)  | D     | Eraldo Bedendo     |
|    | Italia (bandiera)  | D     | Luigi Castello     |
|    | Italia (bandiera)  | D     | Enrico Colombari   |
|    | Italia (bandiera)  | D     | Domenico De Nicola |
|    | Italia (bandiera)  | D     | Paulo Innocenti () |
|    | Brasile (bandiera) | D     | Juvenal Santillo   |
|    | Italia (bandiera)  | D     | Giovanni Vincenzi  |
|    | Italia (bandiera)  | C     | Oreste Benatti     |
|    | Italia (bandiera)  | C     | Emanuele Boltri    |
|    | Italia (bandiera)  | C     | Carlo Buscaglia    |

| N. |                    | Ruolo | Calciatore                     |
| -- | ------------------ | ----- | ------------------------------ |
|    | Italia (bandiera)  | C     | Giacomo Busiello               |
|    | Italia (bandiera)  | C     | Diego Franzese                 |
|    | Brasile (bandiera) | C     | José Gelardi                   |
|    | Italia (bandiera)  | C     | Valerio Gravisi                |
|    | Brasile (bandiera) | C     | Gaetano Ragusa                 |
|    | Italia (bandiera)  | C     | Enrico Rivolta                 |
|    | Italia (bandiera)  | C     | Gino Rossetti                  |
|    | Italia (bandiera)  | C     | Umberto Visentin               |
|    | Italia (bandiera)  | A     | Pietro Ferraris                |
|    | Italia (bandiera)  | A     | Giovanni Giraud                |
|    | Italia (bandiera)  | A     | Attila Sallustro () (capitano) |
|    | Italia (bandiera)  | A     | Giovanni Venditto              |
|    | Italia (bandiera)  | A     | Antonio Vojak                  |

## Risultati

### Serie A

#### Girone di andata
| Arbitro: | Corradini (Bologna) |

|                                 |           |           |
| Rocco 16’, 30’ Palumbo 37’, 66’ | Marcatori | 81’ Vojak |

| Napoli 17 settembre 1933 2ª giornata | Napoli             | 0 – 0 referto | Genova 1893 | Stadio Giorgio Ascarelli\| Arbitro: \| Turbiani (Ferrara) \| |
| Arbitro:                             | Turbiani (Ferrara) |               |             |                                                              |

| Arbitro: | Mazza (Torre del Greco) |

|                |           |           |
| Meazza 8’, 11’ | Marcatori | 19’ Vojak |

| Arbitro: | Gama (Milano) |

|                         |           |             |
| Sallustro 23’ Vojak 40’ | Marcatori | 85’ Pastore |

| Arbitro: | Melandri (Bologna) |

|                                    |           |  |
| Reguzzoni 40’ Maini 47’ Foglia 69’ | Marcatori |  |

| Napoli 15 ottobre 1933 6ª giornata | Napoli        | 0 – 0 referto | Livorno | Stadio del Littorio\| Arbitro: \| Scarpi (Dolo) \| |
| Arbitro:                           | Scarpi (Dolo) |               |         |                                                    |

| Arbitro: | Zorzi (Venezia) |

|          |           |               |
| Dusi 23’ | Marcatori | 40’ Sallustro |

| Arbitro: | Bonivento (Venezia) |

|                                |           |  |
| Vojak 26’ (rig.) Buscaglia 51’ | Marcatori |  |

| Napoli 5 novembre 1933 9ª giornata | Napoli | 3 – 0 referto | Palermo |  |

| Padova 12 novembre 1933 10ª giornata | Padova | 3 – 1 referto | Napoli |  |

| Napoli 19 novembre 1933 11ª giornata | Napoli           | 1 – 2 referto | Roma | \| Arbitro: \| Gonani (Ravenna) \| |
| Arbitro:                             | Gonani (Ravenna) |               |      |                                    |

| Vercelli 26 novembre 1933 12ª giornata | Pro Vercelli | 0 – 0 referto | Napoli |  |

| Napoli 10 dicembre 1933 13ª giornata | Napoli | 2 – 1 referto | Alessandria |  |

| Torino 17 dicembre 1933 14ª giornata | Torino | 0 – 0 referto | Napoli |  |

| Napoli 24 dicembre 1933 15ª giornata | Napoli | 1 – 0 referto | Milan |  |

| Napoli 1 gennaio 1934 16ª giornata | Napoli | 2 – 1 referto | Casale |  |

| Firenze 7 gennaio 1934 17ª giornata | Fiorentina | 0 – 1 referto | Napoli |  |

#### Girone di ritorno
| Napoli 14 gennaio 1934 18ª giornata | Napoli | 2 – 0 referto | Triestina |  |

| Genova 21 gennaio 1934 19ª giornata | Genova 1893 | 1 – 1 referto | Napoli |  |

| Napoli 28 gennaio 1934 20ª giornata | Napoli | 2 – 1 referto | Ambrosiana-Inter |  |

| Roma 4 febbraio 1934 21ª giornata | Lazio | 0 – 2 referto | Napoli |  |

| Napoli 18 febbraio 1934 22ª giornata | Napoli | 1 – 0 referto | Bologna |  |

| Livorno 25 febbraio 1934 23ª giornata | Livorno | 0 – 1 referto | Napoli |  |

| Napoli 4 marzo 1934 24ª giornata | Napoli | 1 – 0 referto | Brescia |  |

| Torino 11 marzo 1934 25ª giornata | Juventus | 2 – 0 referto | Napoli |  |

| Palermo 18 marzo 1934 26ª giornata | Palermo | 1 – 2 referto | Napoli |  |

| Napoli 1 aprile 1934 27ª giornata | Napoli | 1 – 1 referto | Padova |  |

| Roma 8 aprile 1934 28ª giornata | Roma | 1 – 2 referto | Napoli |  |

| Napoli 15 aprile 1934 29ª giornata | Napoli | 1 – 0 referto | Pro Vercelli |  |

| Alessandria 22 aprile 1934 30ª giornata | Alessandria | 1 – 0 referto | Napoli |  |

| Napoli 29 marzo 1934 31ª giornata | Napoli | 5 – 2 referto | Torino |  |

| Milano 29 aprile 1934 32ª giornata | Milan | 0 – 2 A tav. referto | Napoli |  |

| Casale Monferrato 12 aprile 1934 33ª giornata | Casale | 1 – 4 referto | Napoli |  |

| Napoli 26 aprile 1934 34ª giornata | Napoli | 1 – 1 referto | Fiorentina |  |

## Statistiche

### Statistiche di squadra
| Competizione | Punti | In casa | In casa | In casa | In casa | In casa | In casa | In trasferta | In trasferta | In trasferta | In trasferta | In trasferta | In trasferta | Totale | Totale | Totale | Totale | Totale | Totale | DR  |
| Competizione | Punti | G       | V       | N       | P       | Gf      | Gs      | G            | V            | N            | P            | Gf           | Gs           | G      | V      | N      | P      | Gf     | Gs     | DR  |
| ------------ | ----- | ------- | ------- | ------- | ------- | ------- | ------- | ------------ | ------------ | ------------ | ------------ | ------------ | ------------ | ------ | ------ | ------ | ------ | ------ | ------ | --- |
| Serie A      | 46    | 17      | 12      | 4       | 1       | 27      | 10      | 17           | 7            | 4            | 6            | 19           | 20           | 34     | 19     | 8      | 7      | 46     | 30     | +16 |

### Statistiche dei giocatori
| Giocatore    | Serie A  | Serie A |
| Giocatore    | Presenze | Reti    |
| ------------ | -------- | ------- |
| V. Alfieri   | 4        | -6      |
| A. Marietti  | 5        | -4      |
| G. Cavanna   | 25       | -20     |
| E. Bedendo   | 10       | 0       |
| L. Castello  | 27       | 0       |
| E. Colombari | 32       | 1       |
| D. De Nicola | 1        | 0       |
| P. Innocenti | 12       | 1       |
| J. Santillo  | 2        | 0       |
| G. Vincenzi  | 32       | 0 (1)   |
| O. Benatti   | 7        | 0       |
| E. Boltri    | 2        | 0       |
| C. Buscaglia | 30       | 2       |
| G. Busiello  | 1        | 0       |
| D. Franzese  | 1        | 0       |
| J. Gelardi   | 1        | 0       |
| V. Gravisi   | 9        | 2       |
| G. Ragusa    | 1        | 0       |
| E. Rivolta   | 30       | 0       |
| G. Rossetti  | 33       | 7       |
| U. Visentin  | 21       | 2       |
| P. Ferraris  | 27       | 3       |
| G. Giraud    | 1        | 0       |
| A. Sallustro | 25       | 5       |
| G. Venditto  | 2        | 0       |
| A. Vojak     | 33       | 21      |